# 阿尔弗雷德·温嫩贝格

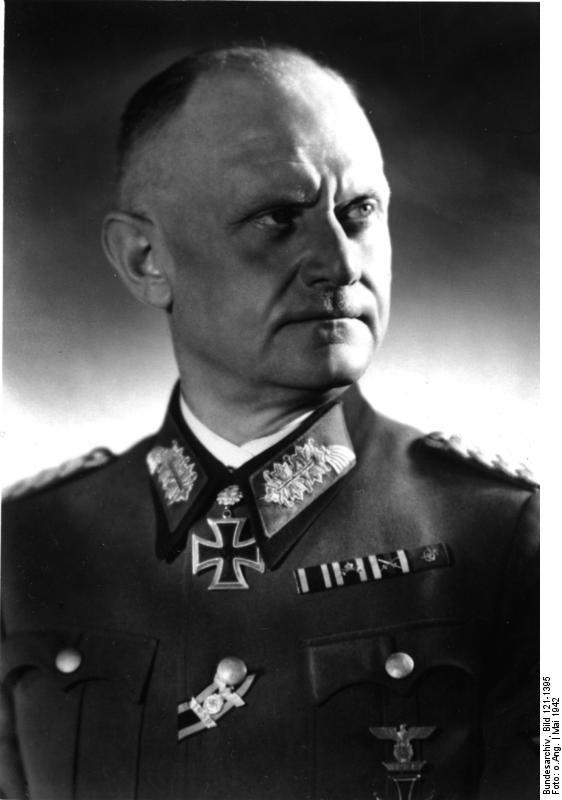
阿尔弗雷德·温嫩贝格

阿尔弗雷德·温嫩贝格（Alfred Wünnenberg，1891年7月20日—1963年12月30日）是一位納粹德國武装党卫队和警察高阶将领，曾在1941年12月到1943年6月间指挥親衛隊第4師，並获颁騎士鐵十字勳章。1943年6月10日，他被调任为親衛隊第4軍军长，在这个职位上工作至8月31日。同年，他出任秩序警察总长。战后，他曾被关押在巴伐利亚的达豪，最終于1947年获释。